# Вахід Фагір
Вахідулла Фагір (дан. Wahidullah Faghir, нар. 29 липня 2003) — данський футболіст афганського походження, нападник клубу «Вайле».

## Клубна кар'єра
Вихованець клубу «Вайле» зі свого рідного міста. 13 липня 2020 року дебютував за першу команду клубу в матчі данського Першого дивізіону (другий дивізіон чемпіонату Данії) проти «Коллінга». Всього зігравши у тому сезоні 10 ігор, в яких забив 3 голи, він допоміг команді посісти перше міста та вийти до елітного дивізіону країни. 14 вересня 2020 року Вахід дебютував в данській Суперлізі в матчі проти «Орхуса» (2:4).

## Кар'єра в збірній
Виступав за юнацькі збірні Данії різних вікових категорій.
Згодом у складі молодіжної збірної Данії взяв участь в молодіжному чемпіонаті Європи 2021 року в Угорщині та Словенії, де в матчі чвертьфіналу проти Німеччини (2:2) відзначився голом, але в серії пенальті не забив свій удар, через що його команда програла 5:6 і покинула турнір.

## Титули і досягнення
- Володар Кубка Німеччини (1):

«Штутгарт»: 2024-25